# کامپیتلو دی فاسا
کامپیتلو دی فاسا (به ایتالیایی: Campitello di Fassa) یک کومونه در ایتالیا است که در ترنتینو واقع شده‌است.

## خصوصیات
کامپیتلو دی فاسا ۲۵٫۱ کیلومترمربع مساحت و ۷۴۱ نفر جمعیت دارد و ۱٬۴۴۸ متر بالاتر از سطح دریا واقع شده‌است.